# Stegana arcygramma
Stegana arcygramma är en tvåvingeart som beskrevs av Chen 2008. Stegana arcygramma ingår i släktet Stegana och familjen daggflugor. Inga underarter finns listade i Catalogue of Life.